# Glomus eburneum
Glomus eburneum är en svampart som beskrevs av L.J. Kenn., J.C. Stutz & J.B. Morton 1999. Glomus eburneum ingår i släktet Glomus och familjen Glomeraceae.   Inga underarter finns listade i Catalogue of Life.